# Aproximación de Densidad Local
Las aproximaciones de la densidad local (LDA) son una clase de aproximaciones al funcional de intercambio y correlación (XC) dentro de la teoría de funcionales de la densidad (DFT) que dependen únicamente del valor de la densidad electrónica en cada punto del espacio y no de derivadas de la densidad o de los orbitales de Kohn-Sham. Diversos enfoques pueden dar aproximaciones a la energía de XC. Sin embargo, las aproximaciones locales abrumadoramente exitosas son aquellas que se han derivado del modelo de gas de electrones homogéneo (HEG). En este sentido, las metodologías LDA están generalmente relacionadas con funcionales basados en la aproximación HEG, los cuales son aplicados a sistemas reales como moléculas y sólido.
En general, para un sistema de spin no polarizado, la aproximación de la densidad local para la energía de intercambio y correlación puede ser escrita como
{\displaystyle E_{xc}^{\mathrm {LDA} }[\rho ]=\int \rho (\mathbf {r} )\epsilon _{xc}^{\mathrm {unif} }(\rho )\ \mathrm {d} \mathbf {r} \ }
donde ρ es la densidad electrónica y εunifxc, es la energía de intercambio y correlación por partícula de un gas de electrones uniforme. La energía de intercambio y correlación puede ser descompuesta en una suma de los términos de intercambio y correlación por separado, es decir
{\displaystyle E_{xc}=E_{x}+E_{c}\ }
por esta razón, se buscan expresiones separadas para Ex y Ec. El término de intercambio adquiere una forma analítica sencilla dentro de HEG. Sin embargo, en la parte de correlación sólo se conocen expresiones para ciertos límites de la densidad, lo que lleva a diferentes aproximaciones para la Ec.
- Datos: Q16301378